# Снори камера
Снори камера (такође СнориКам, камера за груди, камера за монтирање тела, камера за тело) је уређај за камеру који се користи у снимању филмова и који је причвршћен за тело глумца, окренут је према глумцу директно, па се чини да се он не креће, већ да се ствари око њега крећу. Снори камера представља динамичко гледиште из угла глумца, пружајући гледаоцу необичан осећај вртоглавице.

## Историја
Снори камера је добила име по двојици исландских фотографа и режисера, Ејнару Снорију и Ејдуру Снорију, који су радили заједно под именом Снори Брос (иако нису у сродству).
Концепт Снори камере постоји већ деценијама. Различите ад хок верзије уређаја имплементиране су у филмове још од "Kuhle Wampe" забрањеног од нациста 1932. и Seconds, 1966. Међутим, практичност таквог уређаја са гледишта била је ограничена тежином камере. С обзиром да је већина камера од 35 мм једноставно била претешка за ношење, није било смисла развијати такав уређај. Међутим, са појавом и производњом малих, лаких камера које би могле да стану на платформу, додатни бонус ових новијих, лакших камера била је могућност коришћења ових уређаја.

## Коришћење у кинематографији
У Скорсезеовом филму Mean Streets, Снори камера прати главног лика док он пролази кроз бар и пада у несвест. У филму Truck Turner, последњи тренуци лика ког игра глумац Јафет Кото се могу видети кроз сочива Снори камере. У филму Armageddon се користи да прикаже како астронаута удара налет гаса. Постоји још много филмова који користе Снори камеру, од којих су можда најпознатији π и Requiem for a Dream америчког режисера Дарена Аронофксог.
Поента Снори камере јесте да се тим снимцима визуелно наглашава стање ума лика, често да појачају ефекат опијености, панике, параноје или понекад мирне еуфорије. Публика је позвана да доживи појачане сензације које лик осећа, а такође и да изблиза погледа и лично погледа њихове реакције лица. Користи се често када се жели приказати дезорјентисаност лика у одређеним ситуацијама, као што је када је под утицајем дроге, алкохола, трауме или повреде. 
Снимак Снори камере може бити узнемирујућ и не приказује се често на екрану због тога што може да дезорјентише публику и тога што скреће пажњу на стварање филма, па гледаоце може да извуче из приче.